# Mercado público de La Unión
El antiguo mercado público de La Unión (Región de Murcia, España) es una obra de estilo modernista que, junto con el Gran hotel de Cartagena, es una de las más destacadas del modernismo en la Región de Murcia. 

## Historia
Fue concebido como plaza de abastos del pueblo de La Unión, que, a principios del siglo XX vivía un momento de extraordinaria pujanza económica debido al auge de las minas de plomo y plata.

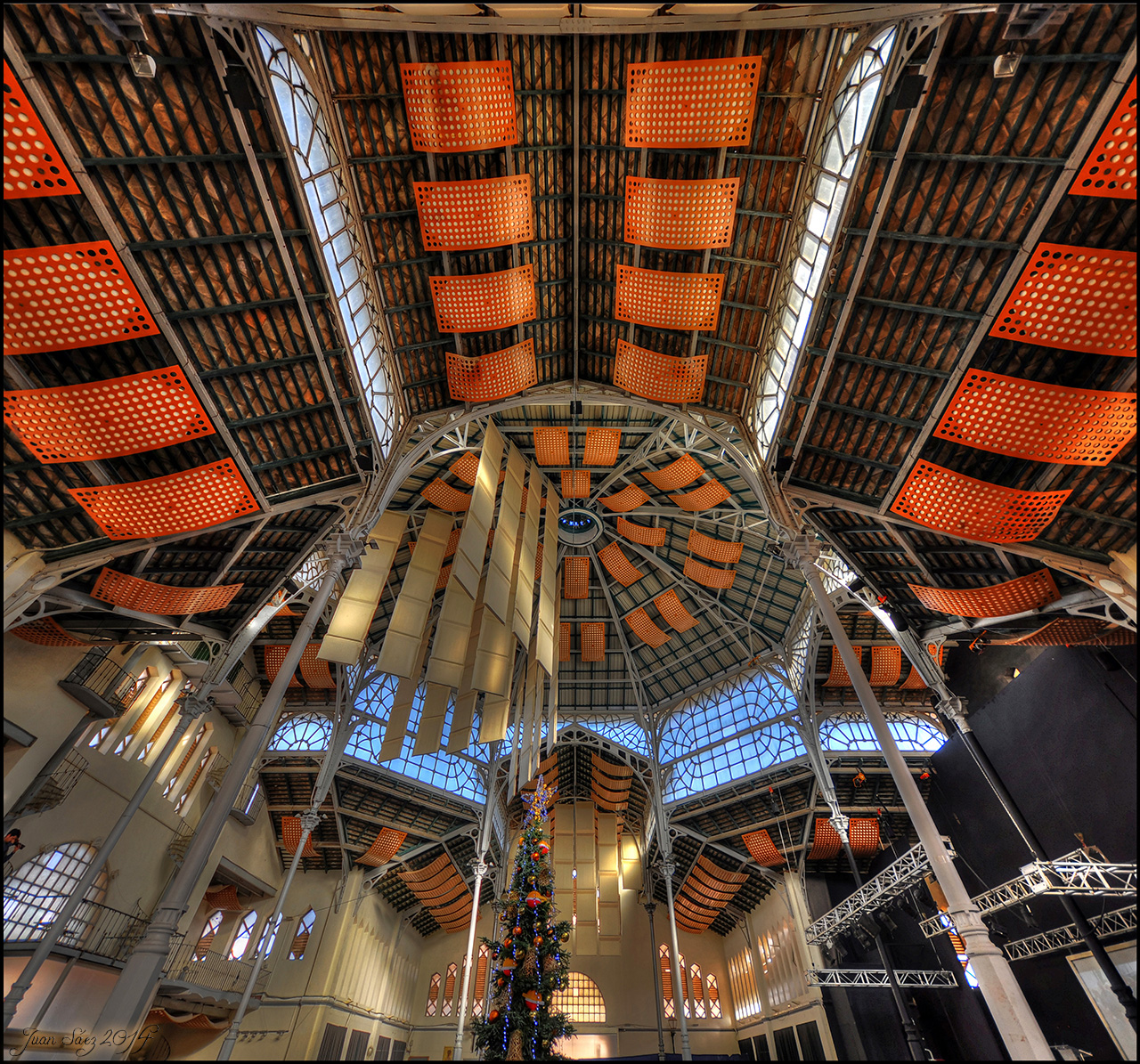
Interior del Mercado Público de La Unión

Construido, como así lo indica una de sus fachadas, en 1907, forma parte de la renovación del trazado urbano de la localidad. 
Proyecto del arquitecto Pedro Cerdán, natural de Torre Pacheco, y del catalán Victor Beltrí, es actualmente sede de oficinas de turismo y del Festival Internacional del Cante de las Minas.
Fue declarado como Bien de Interés Cultural (BIC) en 1975.

## Arquitectura
El edificio se apoya sobre una serie de columnas de hierro que soportan todo el peso de la estructura. Para conseguir la mejor iluminación posible del interior diáfano, casi todos los huecos se cubrieron con cristal. Sólo se construyó de obra los muros de las crujías y la fachada principal.
La fachada principal del reloj, que está coronada con un cupulín con campana, tiene una puerta de acceso a la que se llega a través de unas escaleras, desnivel que la configuración del terreno salva en la fachada posterior, que sólo tiene una pequeña rampa. Esta fachada principal se ornamenta con unas ventanas que, inspiradas por las románicas y góticas geminadas, pero de líneas rectas y modernas, se disponen tanto en los lados menores cómo en el principal de acceso. 
Otro elemento ornamental a destacar son los pináculos que se distribuyen a lo largo de los cornisas, redondos, apuntados o con forma de flor de lis, detalles típicos de la arquitectura modernista.